# Золотой Фотон
Евразийская премия «Золотой Фотон» — отраслевая премия, учреждённая компанией «Лайтинг Бизнес Консалтинг» в 2017 году.

## О премии
Премия была учреждена в 2017 году компанией «Лайтинг Бизнес Консалтинг».
К участию в Премии приглашаются компании — производители продукции, поставщики решений и услуг для умного города в области:
- Светотехники
- Электротехники
- Автоматизации
- Систем безопасности
- Комфортной городской среды

Вручается компаниям из стран Евразийского экономического союза, ориентированным на создание инновационных и энергоэффективных продуктов и проектов — производителям продукции, официальным дистрибьюторам, проектным организациям, энергосервисным компаниям, средствам массовой информации.
Все представленные на конкурс образцы продукции проходят независимую экспертизу в аккредитованных лабораториях на соответствие заявленным параметрам и критериям качества.
Победителей выбирает профессиональное независимое жюри, в состав которого входят ведущие эксперты отрасли, представители конечных заказчиков, архитекторы, светодизайнеры, девелоперы и журналисты.
До 2022 года главный приз Премии был представлен в виде лампы, символизирующей свет и поиск истины. Статуэтка весом 1600 грамм и высотой 25 сантиметров была выполнена из высокопрочного стекла, обрамлённого в основании латунью.
Начиная с сезона-2022 года главный приз Премии обновился. Статуэтка весом 1500 грамм и высотой 20 сантиметров выполнена из оптического стекла с нанесёнными на него символами решений для умного города и латуни, на подставке из дерева.
Официальный статус премии был подтверждён постоянно действующим наднациональным регулирующим органом Таможенного союза и Единого экономического пространства — Евразийской экономической комиссией.
Стратегическим Партнёром Премии, выступает выставка Interlight Russia | Intelligent Building Russia, международная выставка освещения, систем безопасности, автоматизации зданий и электротехники (организатор компания «Гефера Медиа» (до 2022 г — российское подразделение компании Messe Frankfurt)).
Первое награждении лауреатов премии за 2017 год состоялось в феврале 2018 года Вторая церемония прошла 11 сентября 2019 года, третья — 26 ноября 2020 года, четвёртая — 14 сентября 2021 года, пятая — 22 сентября 2022 года, шестая — 21 сентября 2023 года.
Премия проходит при поддержке Евразийской экономической комиссии (ЕЭК), Ассоциации производителей светодиодов и систем на их основе (АПСС) и Ассоциации энергосервисных компаний России (РАЭСКО).
В 2017 году в номинации «Персона года» победил Георгий Боос.
Одной из значимых номинаций в премии является номинация «Внутреннее освещение музейно-выставочных пространств», которая была учреждена по инициативе и при методологической поддержке Государственного Эрмитажа.
Генеральный директор музея Михаил Борисович Пиотровский входит в Оргкомитет Премии «Золотой Фотон», что способствует позиционированию номинации «Внутреннее освещение музейно-выставочных пространств» как особенно значимой не только для светотехнической отрасли, но и для музейного сообщества.
Победа в премии «Золотой Фотон» становится значимым событием как для участников, так и для городских администраций. Губернатор Санкт-Петербурга Александр Беглов в 2021 году отметил городской проект, реализованный специалистами «Ленсовета», по модернизации освещения Московского проспекта в Санкт-Петербурге, ставший победителем Премии в номинации «Утилитарное наружное освещение» в сезоне 2021.

## Принципы Премии «Золотой Фотон»
Принцип независимости
- Организатором премии выступает независимая отраслевая консалтинговая компания
- Квалификационный отбор заявок в категории «Продукт года», производится на основании протоколов из независимых аккредитованных лабораторий
- Выбор победителей и лауреатов осуществляет независимое жюри

Принцип открытости
- Конкурс является открытым для всех компаний
- Критерии оценки заявок формализованы и описаны в Положении о Премии
- Процедура оценки заявок описана в Положении о Премии
- Протоколы заседаний комитетов жюри и бюллетени оценок по всем номинациям публикуются в открытом доступе на сайте Премии.

Принцип экспертности
- В Оргкомитет Премии входят представители ключевых организаций и регуляторов рынка
- В состав жюри Премии входят ведущие эксперты
- Критерии оценки в номинациях согласованы и утверждены отраслевым экспертным сообществом

## Категории и номинации
Премия вручается в пяти категориях:
- Продукт;
- Проект года;
- СМИ года;
- Бизнес-достижение года;
- Признание отрасли.

В каждой категории заявлено несколько номинаций.

## Рекорды премии
По состоянию на 2024 год рекордсменами по количеству побед являются:
| Компания                           | Всего побед | Категории              | Количество | Годы                               |
| ---------------------------------- | ----------- | ---------------------- | ---------- | ---------------------------------- |
| МГК «Световые Технологии»          | 15          | Продукт года           | 12         | 2017, 2020, 2021, 2022, 2023, 2024 |
| МГК «Световые Технологии»          | 15          | Проект года            | 1          | 2017                               |
| МГК «Световые Технологии»          | 15          | Бизнес-достижение года | 2          | 2017, 2020                         |
| «МДМ-ЛАЙТ»                         | 9           | Продукт года           | 3          | 2022, 2023, 2024                   |
| «МДМ-ЛАЙТ»                         | 9           | Проект года            | 6          | 2022, 2023, 2024                   |
| ООО "ТПК «Вартон»                  | 9           | Продукт года           | 5          | 2020, 2021, 2022, 2023, 2024       |
| ООО "ТПК «Вартон»                  | 9           | Проект года            | 4          | 2021, 2023, 2024                   |
| «Электротехнический рынок», журнал | 6           | Медиа года             | 6          | 2019, 2020, 2021, 2022, 2024       |
| «Брайт Бюро»                       | 4           | Медиа года             | 4          | 2022, 2023, 2024                   |
| МСК «БЛ ГРУПП»                     | 4           | Проект года            | 1          | 2017                               |
| МСК «БЛ ГРУПП»                     | 4           | Продукт года           | 2          | 2017, 2019                         |
| МСК «БЛ ГРУПП»                     | 4           | Бизнес-достижение года | 1          | 2017                               |
| «IntiLED»                          | 3           | Проект года            | 3          | 2017, 2019, 2022                   |
| «Точка опоры»                      | 3           | Проект года            | 3          | 2017, 2019, 2020                   |
| «Арлайт Рус»                       | 3           | Продукт года           | 1          | 2023                               |
| «Арлайт Рус»                       | 3           | Бизнес-достижение года | 2          | 2021, 2024                         |
| «ЛидерЛайт трейд» (ECOLIGHT)       | 3           | Проект года            | 1          | 2020                               |
| «ЛидерЛайт трейд» (ECOLIGHT)       | 3           | Продукт года           | 2          | 2024, 2023                         |
| «Трион»                            | 3           | Продукт года           | 1          | 2024                               |
| «Трион»                            | 3           | Бизнес-достижение года | 2          | 2022, 2024                         |
| «ЦЕРС ДИЗАЙН»                      | 3           | Проект года            | 1          | 2019                               |
| «ЦЕРС ДИЗАЙН»                      | 3           | Продукт года           | 1          | 2023                               |
| «ЦЕРС ДИЗАЙН»                      | 3           | Бизнес-достижение года | 1          | 2024                               |
| ООО «Электрорешения» (EKF)         | 3           | Достижение года        | 3          | 2022, 2023, 2024                   |